# SYBO Games
SYBO Games er et uafhængigt spiludviklingsfirma med hovedkvarter i København. Firmaet er kendt for at udvikle spilapplikationen Subway Surfers sammen med Kiloo. Spillet er det klart mest spillede spil nogensinde lavet i Danmark.
Subway Surfers er skabt i Unity og handler om en graffiti-ballademager, som flygter fra en sikkerhedsvagt.
En uge efter udgivelsen af Subway Surfers, havde gratisspillet til iOS tre millioner downloads, og var det mest hentede spil fra Appstore i 20 lande. 

En måned senere nåede Subway Surfers 9,2 millioner downloads.
Fire måneder senere var spillet klar til Android, hvor det hurtigt spredte sig. 
Otte måneder efter udgivelsen, ramte Subway Surfers 100 millioner downloads, som stadig stiger.

## Historie
Bodie Jahn-Mulliner og Sylvester Rishøj Jensen, som kender hinanden fra den førende animationsskole i Danmark The Animation Workshop, grundlagde SYBO Games i 2010, efter at have vundet førstepræmie for bedste animationsfilm ved Hamborg Animation Awards 2009.
Ligesom spillet Subway Surfers, handlede filmen om en ung graffiti-ballademager, som måtte løbe væk fra en jernbane-sikkerhedsvagt og hans hund. Da spiludviklerne pitchede ideen for Det Danske Filminstitut endte de med at blive støttet af New Danish Screen-spilordningen, hvilket resulterede i spiludgivelsen tre år senere.
I dag laver spiludviklerne løbende opdateringer til Subway Surfers, mens de også laver andre spil til mobiltelefoner og tablets.